# Antarctic
L'Antarctic (in italiano Antartide) è stata una nave baleniera utilizzata in due spedizioni in Antartide.
Costruita in Norvegia e varata con il nome di Kap Nor la nave venne acquista da Henryk Bull che la utilizzò nella sua spedizione nei mari antartici del 1893-95. Durante la missione venne effettuato anche uno sbarco sul continente, nei pressi di capo Adare il 18 gennaio 1895.
L'Antarctic venne utilizzata anche da Otto Nordenskjöld e Carl Anton Larsen per la spedizione antartica svedese del 1901-04. Dopo aver lasciato Nordenskjöld sull'isola Snow Hill per trascorrervi l'inverno, la nave capitanata da Larsen venne imprigionata dai ghiacci ed affondata dalla pressione della banchisa a 63°50′S 57°00′W il 12 febbraio 1903 mentre era in navigazione nel mare di Weddell.